# Đại học Paris-Sorbonne
Đại học Paris-Sorbonne (tiếng Pháp: Université Paris-Sorbonne) là một trường đại học nghiên cứu công lập ở Paris, Pháp, hoạt động từ năm 1971 đến năm 2017. Năm 2018, Đại học Paris-Sorbonne hợp nhất với Đại học Pierre và Marie Curie thành Đại học Sorbonne.